# Dennis Hopson
Dennis Hopson (ur. 22 kwietnia 1965 w Toledo) – amerykański koszykarz, występujący na pozycjach rzucającego obrońcy oraz skrzydłowego, mistrz NBA z 1991 roku, trener koszykarski.
Podczas ostatniego roku studiów został drugim strzelcem NCAA ze średnią 29 zdobytych punktów.

## Osiągnięcia
NCAA
- Zawodnik Roku konferencji Big Ten (1987)[3]
- Zaliczony do:
  - I składu Big Ten (1987)[2]
  - II składu All-American (1987)[3]

NBA
- Mistrz NBA (1991)[1]

Inne
- Uczestnik włosko-hiszpańskiego meczu gwiazd (1993)[4]
- Lider ligi izraelskiej w przechwytach (2000)

Trenerskie
- 2-krotny mistrz konferencji NAIA Florida Sun (2008, 2009)[2]